# Sternstraße (Bethlehem)

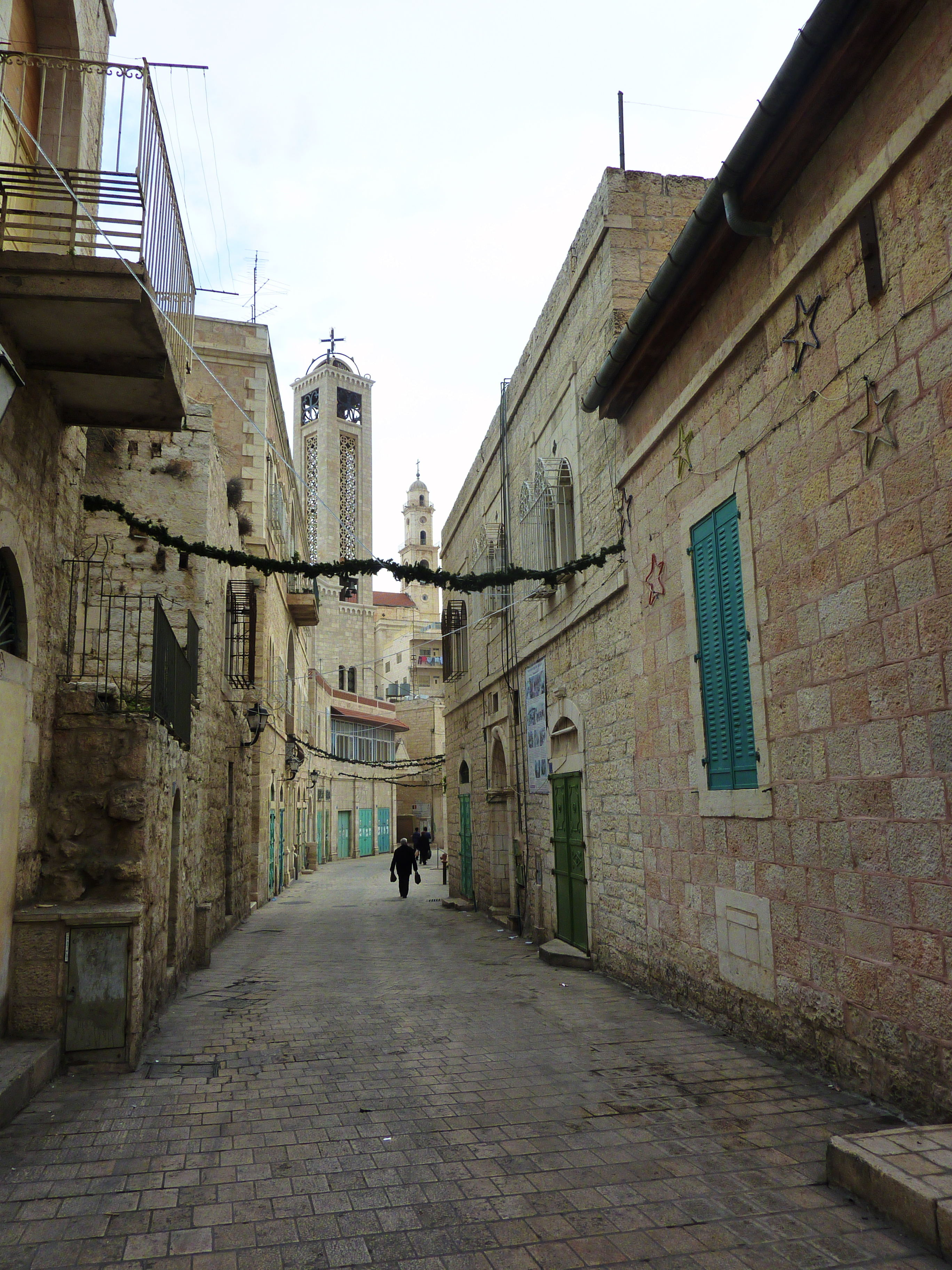
Die Sternstraße in Bethlehem

Die Sternstraße (arabisch شارع النجمة, DMG Šāriʿ an-Naǧma ‚Straße des Sterns‘) ist eine Straße in der Stadt Bethlehem im Westjordanland.

## Verlauf

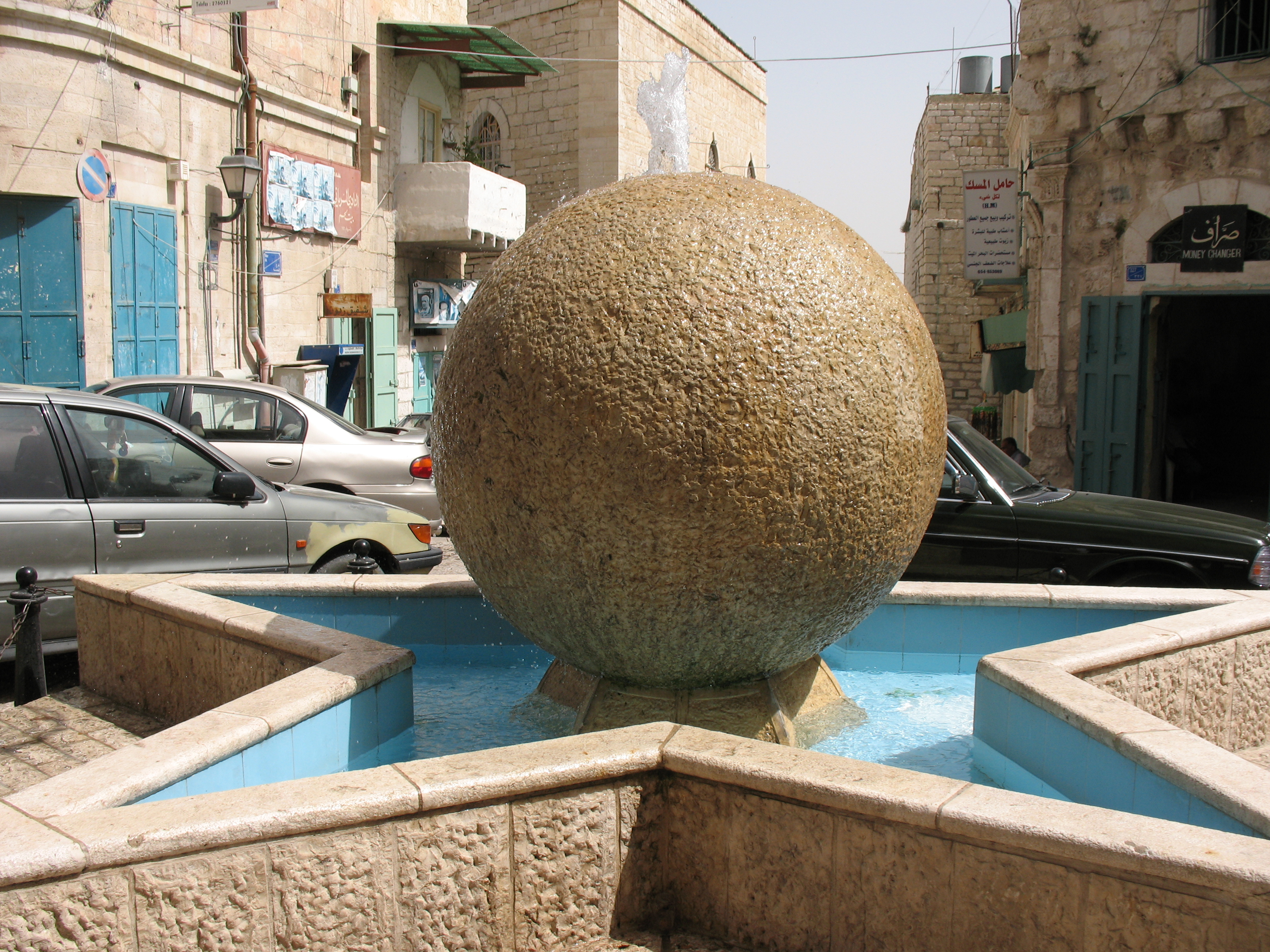
Sternförmiger Friedensbrunnen am Beginn der Sternstraße

Der Beginn der Sternstraße liegt etwa 100 Meter westlich des Krippenplatzes am Sternplatz (Lage), einem kleinen dreieckigen Platz im Verlauf der Paul-VI.-Straße. in der Mitte des Platzes steht ein Brunnen in Form eines fünfzackigen Sterns, der Sternbrunnen oder Friedensbrunnen genannt wird. Die Straße führt zunächst nach Norden und knickt nach etwa 30 Metern nach Osten ab. Dann kehrt sie in einem bogenförmigen Verlauf wieder zur Nordrichtung zurück. Am Kreisverkehr der Katholischen Aktion (Lage) biegt die Sternstraße erneut nach Osten ab und führt wieder in einem Bogen nach Norden zur Krippenstraße, wo sie gegenüber der evangelischen Immanuelkirche endet (Lage).

## Beschreibung

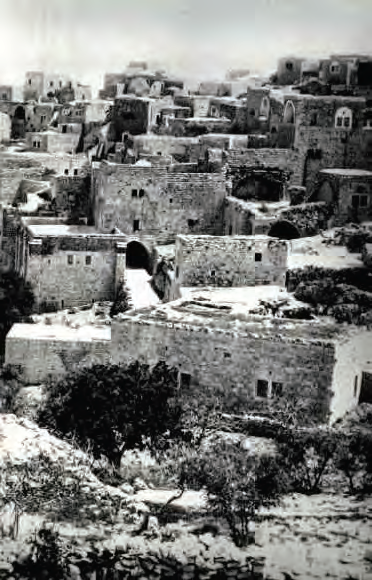
Die Sternstraße nördlich des Al-Zarara-Tors, Foto von etwa 1880

Der Abschnitt der Sternstraße zwischen dem Kreisverkehr der Katholischen Aktion und dem Sternplatz ist ein Teilstück des historischen Pilgerwegs zur Geburtskirche und gehört als Bestandteil der Weltkulturerbestätte "Geburtsstätte Jesu Christi: Geburtskirche und Pilgerweg, Bethlehem" zum UNESCO-Welterbe. Auf diesem Teil ist die Straße von ein- bis zweistöckigen Gebäuden gesäumt, die überwiegend aus dem 19. Jahrhundert und dem Beginn des 20. Jahrhunderts stammen. Herausgehobene Beispiele der Architektur dieser Zeit sind Dar Mansour und Dar Ghazawi in der Nähe des Sternplatzes.
Die Straße führt durch das Al-Zarara-Tor (Lage), das ehemalige Haupttor Bethlehems im Norden der Altstadt, und an der Muttergotteskirche (Lage) vorbei. An der Einmündung der Salesianerstraße liegt das Bethlehem Icon Centre (Lage) mit einer Schule für Ikonenmalerei. Auf dem Gelände des Zentrums der Katholischen Aktion (Lage) östlich des nach ihr benannten Kreisverkehrs befindet sich der Davidsbrunnen mit drei Zisternen aus kanaanitischer Zeit.